# Lebič (priimek)
Lebič je priimek več znanih Slovencev:

## Znani nosilci priimka
- Dominik Lebič, aktivist OF v Celju
- Ivan Lebič (1898 - 1982), učitelj, kulturno-prosvetni delavec in zborovodja
- Janez Jurij Lebič (18. stoletje), umetnik v vosku
- Lojze Lebič (*1934), skladatelj in dirigent, akademik
- Marjan Lebič (*1928), zborovodja in glasbeni publicist - kritik